# سیاه‌فندق (سرده)
سیاه‌فَندُق یک گیاه علفی است از تبار آرتیشوئی‌ها (Cynareae).
این گیاه در ایران سه گونه یک‌ساله دارد.
سیاه‌فندق معمولی گیاهی بسیار سمی است.
گونه‌هایی که در ایران می‌روید عبارت است از:
- سیاه‌فندق اصلی یا سیاه‌دانه (Crupina crupinastrum)
- سیاه‌فندق معمولی (Crupina vulgaris)
- سیاه‌فندق متوسط (Crupina intermedia)